# Stare Gajdzie
Stare Gajdzie [ˈstarɛ ˈɡai̯d͡ʑɛ] (tiếng Đức: Alt Ballupönen, 1938-1945 Schanzenhöh) là một ngôi làng thuộc khu hành chính của Gmina Banie Mazurskie, thuộc quận Gołdap, Warmian-Masurian Voivodeship, ở phía bắc Ba Lan, gần biên giới với tỉnh Kaliningrad của Nga. Nó nằm khoảng 7 kilômét (4 mi)   phía bắc Banie Mazurskie, 18 km (11 mi) về phía tây của Gołdap và 116 km (72 mi) về phía đông bắc của thủ đô khu vực Olsztyn.
Trước năm 1945, khu vực này là một phần của Đức (Đông Phổ).
Làng có dân số 40 người.